# Arthur Tübel
Arthur Tübel (* 10. Juni 1880 in Löbtau, heute Dresden; † 12. August 1957 in Naila) war ein deutscher Politiker der USPD und der SPD, Landrat und Landtagsabgeordneter in Bayern.

## Leben und Beruf
Nach dem Besuch der Volksschule in Löbtau begann Tübel 1894 in Meißen eine Lehre zum Töpfer, damit verbunden besuchte er dort auch die Fortbildungsschule. Danach ging er auf Wanderschaft durch Deutschland, Österreich und die Schweiz. 1900 wurde er in den zweijährigen Militärdienst berufen, danach ließ er sich in Lauf an der Pegnitz nieder. 1911 wurde er Werkführer in einer Töpferei in Naila. Mit Ausbruch des Ersten Weltkriegs übernahm er den Posten eines Offiziersstellvertreters. Von 1914 bis 1926 war er als Lagerhalter des Konsumvereins in Naila tätig, danach machte er sich als Gastwirt selbstständig. Aufgrund seiner politischen Tätigkeiten geriet er nach 1933 mehrere Male in Haft.
1897 wurde Tübel Gewerkschaftsmitglied. Von 1907 bis 1910 war er Vorsitzender des Gewerkschaftskartells in Lauf, 1914 übernahm er diesen Posten in Naila.

## Politik
1904 trat Tübel in die Sozialdemokratische Partei ein, ab 1910 war er kurzzeitig deren Vorsitzender in Lauf an der Pegnitz. 1917 wechselte er zur USPD, 1922 kehrte er in die SPD zurück und wurde Vorsitzender des Ortsvereins in Naila. Von 1919 bis 1933 gehörte er dem dortigen Stadtrat an und war in dieser Zeit auch Schulreferent. Daneben war er Vorsitzender des Bezirkstags in Naila.
1919 wurde Tübel, als Nachrücker für den ermordeten Kurt Eisner, Mitglied des Bayerischen Landtags und gehörte diesem bis 1924 an. 1932 wurde er erneut Mitglied des Landtags, diesmal als Nachrücker für den verstorbenen Max Blumtritt. 1946 wurde er in den Beratenden Landesausschuss, das sogenannte Vorparlament, berufen. Im Oktober 1949 rückte er für Arno Behrisch in den Bayerischen Landtag nach und gehörte diesem bis zum Ende der Wahlperiode rund ein Jahr später an. Im Landtag war er Mitglied des Ausschusses für Ernährung und Landwirtschaft.
Nach dem Krieg wurde Tübel 1945 kurzzeitig zum Landrat des Landkreises Naila berufen. 1946 wurde er vom Kreistag erneut in dieses Amt gewählt, die Wahl wurde von der Militärregierung jedoch nicht anerkannt. Von 1949 bis zu seinem Tod bekleidete er in Naila das Amt des zweiten Bürgermeisters, außerdem gehörte er dem Kreistag an.

## Ehrungen
1953 wurde Tübel zum Ehrenvorsitzenden der SPD Naila ernannt. In Naila wurde die Artur-Tübel-Straße nach ihm benannt.